# Karl Friedrich von Kübeck
Karl Friedrich von Kübeck von Kübau, též Karel Bedřich Kübeck (28. října 1780 Jihlava – 11. září 1855 Habersdorf) byl rakouský státní úředník a politik německé národnosti původem z Moravy, před rokem 1848 předseda dvorské komory, během revolučního roku 1848 ministr financí Rakouského císařství, za neoabsolutismu prezident formálně fungující Říšské rady.

## Biografie

### Mládí a studium
Kübeck se narodil 25. října 1780 v domě u Mincovny čp. 2 v Jihlavě v rodině krejčovského mistra Petra Kübecka. Svou kariéru začal studiem na gymnáziu ve Znojmě a pokračoval na Vídeňské univerzitě a Karlo-Ferdinandově univerzitě v Praze. Začal studiem medicíny, kterou vyměnil za studium práv a politických teorií. Jako student ve Vídni si přivydělával výukou hry na klavír, přičemž se seznámil s Ludwigem van Beethovenem. V roce 1797 za studií vstoupil do armády, chtěl být důstojníkem, ale nakonec studia dokončil a nastoupil do státních služeb jako úředník u olomouckého krajského úřadu (roku 1800).
O pět let později už pracoval jako koncipista v hodnosti Kanzleisekretär dvorního komisaře Rudolfa Vrbny (1805). Roku 1807 byl přidělen k dvorské komoře.

### Předsedou Dvorské komory
V roce 1808 se oženil s Fanny Bagerovou. Postoupil na dvorního sekretáře a pracoval pod armádním ministrem Karlem Zichem jako armádní komisař (1809). V tomto postavení se seznámil se spisovatelem Fridrichem Schlegelem. Vzdělaný, obratný a zřejmě i patřičně ctižádostivý Kübeck začal ve závratnou kariéru. Stal se významným úředníkem, dobrým politikem a zdatným národohospodářem s mimořádnými zásluhami o rozvoj železnice a telegrafu v rakouské monarchii.
V roce 1815 se podílel na založení rakouské Národní banky (otevřena roku 1818). Počátkem 20. let 19. století se podílel na organizování kongresů Svaté aliance v Lublani a Veroně. Měl blízko k císaři Františkovi I. Zajišťoval jeho cestu do Itálie v roce 1825.
Roku 1840 se stal prezidentem rakouské Dvorské komory tedy nejvyšším mužem přes rakouské finance. Historik Otto Urban uvádí, že jeho nástup do této funkce byl přijímán částí aristokratických špiček s rozpaky, protože Kübeck nepatřil mezi dědičnou šlechtu a pocházel z řad úřednické elity. Teprve roku 1816 byl povýšen do rytířského stavu a roku 1825 na svobodného pána.
Nepostradatelný byl nejen pro císaře, ale vysloužil si i přízeň ruského cara. Největší zásluhy si získal jako tvůrce koncepce státních drah a telegrafů. V roce 1841 předložil císaři Ferdinandovi I. systém budování železniční sítě pro celou říši, s tím že hlavní železniční tahy měly být prohlášeny za státní tratě. Pro dráhu do Terstu navrhl variantu mimo Maďarsko přes Semmering, která je dodnes právě v této části uznávaná za vzor harmonického spojení techniky a přírody. Zásluhu měl také o další větve dráhy, například o spojení Praha, Ústí nad Labem, Drážďany.
Projekt železniční sítě pamatoval na zajištění paliva pro parní trakci. Výnosem Dvorské komory ze dne 30. června 1842 byla zřízena Císařsko královská kutací komise. Úkolem komise bylo podpořit báňskou činnost na Kladensku, které bylo perspektivním revírem pro potřeby státních drah. Hlubinnými vrty na náklady státu byl proveden geologický průzkum, který upřesnil polohu uhelných slojí. Výsledkem průzkumu byl vznik tří hlubinných dolů; jeden z dolů byl pojmenován po Karlu Bedřichovi Kübeckovi.
Roku 1846 předložil další velký projekt, budování státní telegrafické sítě, která podstatně modernizovala spojení v celé říši. V roce 1847 stál u zrodu rakouské Akademie věd. Politicky byl v opozici proti Kolowratovi a Metternichovi.

### Působení během revoluce 1848
Jeho politická kariéra pokračovala i během revolučního roku 1848. Od 20. března 1848 do 2. dubna 1848 zastával coby šéf dvorské komory funkci ministra financí Rakouského císařství.
Ve volbách roku 1848 byl zvolen na rakouský ústavodárný Říšský sněm. Zastupoval volební obvod Vídeň-vnitřní město II v Dolních Rakousích. Uvádí se jako prezident spolkového ústředního výboru. V seznamu poslanců z ledna 1849 již nefiguruje. Zasedal též jako poslanec celoněmeckého Frankfurtského parlamentu.

### Prezidentem Říšské rady
V letech 1851—55 vykonával funkci prezidenta Říšské rady. Do čela tohoto (tehdy ještě neustaveného) orgánu byl jmenován již 5. prosince 1850 v intencích oktrojované tzv. březnové ústavy z roku 1849. Prosadil pak změnu jejích kompetencí ve statutu publikovaném 18. dubna 1851. Během roku 1851 se pak podílel na celkové revizi ústavního systému, jehož výsledkem bylo několik císařských výnosů završených tzv. silvestrovskými patenty, které zcela odstraňovaly ústavní systém vlády a nahrazovaly ho neoabsolutistickým řízením.
Jako jeden z architektů neoabsolutismu a spolutvůrce silvestrovských patentů pak počátkem roku 1852 od Františka Josefa I. obdržel Císařský rakouský řád Leopoldův. Otto Urban zmiňuje, že na počátku 50. let byl Kübeck významným politickým hráčem, jediným který konkuroval moci Felixe Schwarzenberga. Sám Kübeck nepovažoval vysokou šlechtu za faktického vládce monarchie. Vnímal revoluční události roku 1848 tak, že role šlechty v nich byla trvale podlomena a neoabsolutistický systém je nutno opřít o armádu, úřednictvo a církev. V době krymské války ovšem jeho vliv klesal, stejně jako ztrácela význam i jím řízená Říšská rada. Když roku 1855 zemřel, byla Říšská rada císařem zcela neutralizována a významnější role se dočkala až v roce 1860 jako tzv. Rozmnožená Říšská rada, předznamenávající začátek obnovy ústavního systému vlády. Kübeckovy vydané Deníky jsou významným pramenem k dějinám první poloviny 19. století.

### Úmrtí a odkaz
Zemřel nakažen cholerou 11. září 1855 v Habersdorfu u Vídně. Jeho osobní život nebyl příliš šťastný, ze dvou manželství měl osm dětí, z pěti synů přežil otce jen nejmladší Max Kübeck. Ten dlouhodobě působil jako poslanec Moravského zemského sněmu i Říšské rady.
Jeho synovec Guido Kübeck von Kübau rakouským státním úředníkem a místodržícím. Vnučka Blanche Kübeck von Kübau byla spisovatelkou.
Do dnešní doby připomíná Karla Bedřicha Kübecka bývalý kamenouhelný důl Kübeck na Kladně, založený v jeho době státní kutební komisí. Důl byl v provozu v letech 1842 až 1997. Též blízká zastávka MHD nese odvozeně jméno, (dříve Na cikánce) od roku 2004 Kübeck.